# Пордим
По̀рдим е град в Северна България. Той се намира в област Плевен. Градът е административен център на община Пордим. По данни на ГРАО към 15 юни 2023 г. в града живеят 2010 души по настоящ адрес и 2027 души по постоянен адрес.

## География
Градът се намира на 21 km от областния център Плевен и на 202 km от столицата София.

## История
Първата телефонна връзка в България е проведена в сегашния град Пордим. Това става през 1877 г. по време на Руско-турската война при обсадата на Плевен. Връзката е осъществена между крал Карол I от щаба на румънската армия и княз Николай Николаевич от щаба на руската армия. Днес и двете сгради са музеи. По случай 100-годишнината от Освобождението, от 13 януари 1978 г. Пордим е със статут на град.

## Население
Численост на населението според преброяванията през годините:
| \| Година на преброяване \| Численост \| \| --------------------- \| --------- \| \| 1934 \| 3158 \| \| 1946 \| 3278 \| \| 1956 \| 3559 \| \| 1965 \| 3433 \| \| 1975 \| 2986 \| \| 1985 \| 2783 \| \| 1992 \| 2617 \| \| 2001 \| 2390 \| \| 2011 \| 2001 \| \| 2021 \| 1598 \| |           |
| Година на преброяване | Численост |
| 1934 | 3158      |
| 1946 | 3278      |
| 1956 | 3559      |
| 1965 | 3433      |
| 1975 | 2986      |
| 1985 | 2783      |
| 1992 | 2617      |
| 2001 | 2390      |
| 2011 | 2001      |
| 2021 | 1598      |

Етническият състав включва 1769 българи.

## Спорт
Местният едноименен футболен клуб ФК Пордим 2017 е наследник на ФК „Д-р Хаскел – Пордим“, двукратен селски шампион на България по футбол. Днес отборът се състезава в „А“ ОФГ Плевен, като най-големи успехи постига през сезон 2005/2006 (първо място) и през сезон 2006/2007 (шесто място). Успехите на тима се свързват със старши треньори като местния футболен специалист Давид Александров и легендарния в местните футболни среди Атанас Филчев.

## Политика
- 2011 – Илиян Александров (ПП „БСП“) печели на втори тур с 57% срещу Детелин Василев (ГЕРБ).
- 2007 – Детелин Василев (ПП „ГЕРБ“) печели на втори тур с 51% срещу Борис Борисов (БСП, ПДСД).
- 2003 – Детелин Василев (независим) печели на първи тур с 51% срещу Валя Дечева (БСП, ПДСД).
- 1999 – Детелин Василев (независим) печели на втори тур с 55% срещу Дора Великова (БСП, ОБТ).
- 1995 – Дора Великова (Предизборна коалиция БСП, БЗНС Александър Стамболийски, ПК Екогласност) печели на първи тур с 64% срещу Валентин Хитов (Обединена опозиция).

## Икономика
- „Спринт ко“ ЕООД – шивашки цех
- „Богар“ ЕООД – шивашки цех
- ЗКПУ „Дрен“ – земеделска кооперация
- „Норекс Агро“ – фуражен завод
- ЕТ „Росица Цочева“ – верига магазини за хранителни стоки
- ЕТ „Милена 666“ – производство на хляб, магазин за хранителни стоки
- ЕТ „Диди“ – бензиностанция, автобусни превози, магазин за строителни материали
- ЕТ „Фаворит“ – производство на безалкохолни напитки
- „БЕЛ 7“ ООД – кравеферма, фризьорски салон, магазин за сувенири
- ЕТ „Солун“ – месопреработвателно предприятие
- „Автомеханика“ ООД – представители на „Рено“ за България
- „Анна 2003“ ООД – газстанция
- ЕТ „Камкомерс“ – товарни превози
- „Керчев и синове“ ООД (Русе) – земеделски производител, от 2014 г. – продажба на нови и употребявани земеделски машини, сервиз и продажба на резервни части за селскостопански машини в новопостроен модерен търговски комплекс
- ЕТ „Ирина-2005“ – магазин за хранителни стоки
- „Керчев и синове Машинъри“ ЕООД – Търговско-сервизна база гр. Пордим, ул. Централна 47 – нови и употребявани селскостопански машини, сервиз, резервни части и консумативи.

## Забележителности

### Музеи
В град Пордим се намират два музея, свързани с Руско-турската освободителна война от края на XIX век. Единият е на името на цар Александър (Руският музей), а другият – на името на крал Карол (Румънският музей). И двата музея са разположени в оригиналните сгради, където са били отседнали двамата държавни глави и главнокомандващи на армиите по време на войната. От там се е извършвало оперативното управление на руската и румънската армии по време на епичните битки и обсадата на Плевен. В близост до щаб-квартирата на цар Александър се намира и полевата болница на д-р Пирогов (на негово име е наречен Институтът по спешна хирургия в София), където са оперирани и лекувани ранените при битката воини.
И двата музея се поддържат в отлично състояние от общинската управа, като в тях могат да се видят много документи с информация от времето на войната, оригинално облекло, снаряжение и оръжие на Руската и Румънската армии. Пространствата около сградите са превърнати в уютни паркове, където също са разположени експонати от времето на Освободителната война.

## Редовни събития
- Общоградски събор – първата събота и неделя след 7 ноември

## Личности
- Иван Радоев, поет и драматург, роден в Пордим през 1927 г.
- Величко Нешков – военен белетрист и драматург, роден на 1 ноември 1914 г. в Пордим, умира на 7 февруари 1991 г. в София
- Иван Жеглов – журналист, детски поет, писател, роден през 1930 г. в Пордим
- Асен Попов (1895 – 1976) – български художник, сценограф, график и живописец.

## Други
На Пордим е наречена улица в Центъра на София (Карта).

## Кухня
- Пълнени чушки